# Lahane Ocidental
Lahane Ocidental (Lahane Osidentál, West-Lahane) ist ein osttimoresischer Suco im Verwaltungsamt Vera Cruz (Gemeinde Dili) und ein Ortsteil der Landeshauptstadt Dili. Er bildet den Westen des historischen Stadtviertels Lahane.

## Geographie

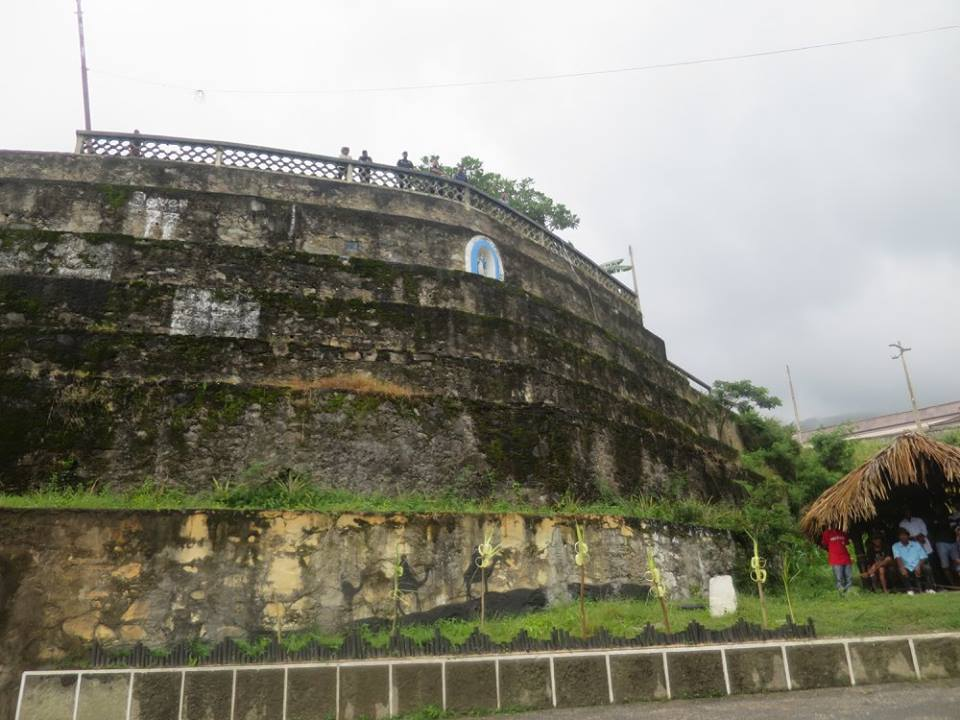
Unterhalb des Hospitals

Der Suco Lahane Ocidental liegt im Osten des Verwaltungsamts Vera Cruz. Er wurde nach der Unabhängigkeit Osttimors aus den Sucos Alto Hospital und Bairo Alto gebildet. Nördlich liegt der Suco Mascarenhas, westlich der Suco Vila Verde und südlich der Suco Dare. Im Osten grenzt Lahane Ocidental an das Verwaltungsamt Nain Feto mit seinen Sucos Santa Cruz und Lahane Oriental. Die Grenze zu Lahane Oriental folgt den Höhen von Foho Marabia (Lage, 287 m) und Foho Acobau (Lage, 340 m). Lahane Ocidental hat eine Fläche von 3,65 km². Administrativ teilt sich der Suco in elf Aldeias: Paiol, Teca Hudi Laran, Care Laran, Bedois, Correio (Koreio) und Bela Vista (Belavista) im Norden, Gomes Araujo, Hospital Militar und  Ainitas Hun in der Mitte und Rai Cuac (Raiquak) und Mota Ulun im Süden.
Der Nordteil des Sucos ist dichter besiedelt, als der Süden und Westen, die noch über freie Flächen verfügen und mit Hügeln bereits deutlich höher liegt. Einer davon im Westen ist der Foho Lebometa (Lage, 331 m). Im Nordosten liegen die Ortsteile Correio und Aihanexun. In Correio und im Süden gibt es jeweils eine Grundschule. Jene in Correio ist die Escola Primaria Katolica Lahane Ocidental.
In Lahane Ocidental steht das historische Krankenhaus von Lahane (Antigo Hospital Português) von 1860. 1947 entstand hier eine Geburtenklinik, ab 1967 kam eine Kinderklinik dazu. Auch der Palácio de Lahane, der alte Wohnsitz des portugiesischen Gouverneurs, liegt in Ocidental sowie in der Aldeia Bedois eine Höhle aus der japanischen Besatzungszeit und das alte, portugiesische Waffenlager (Paiol).

Schule und Residenz der Mission von Lahane in der Kolonialzeit
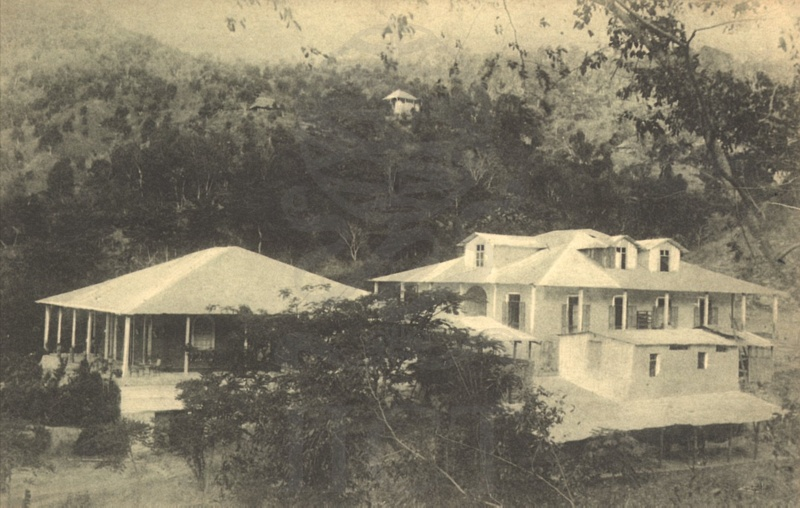
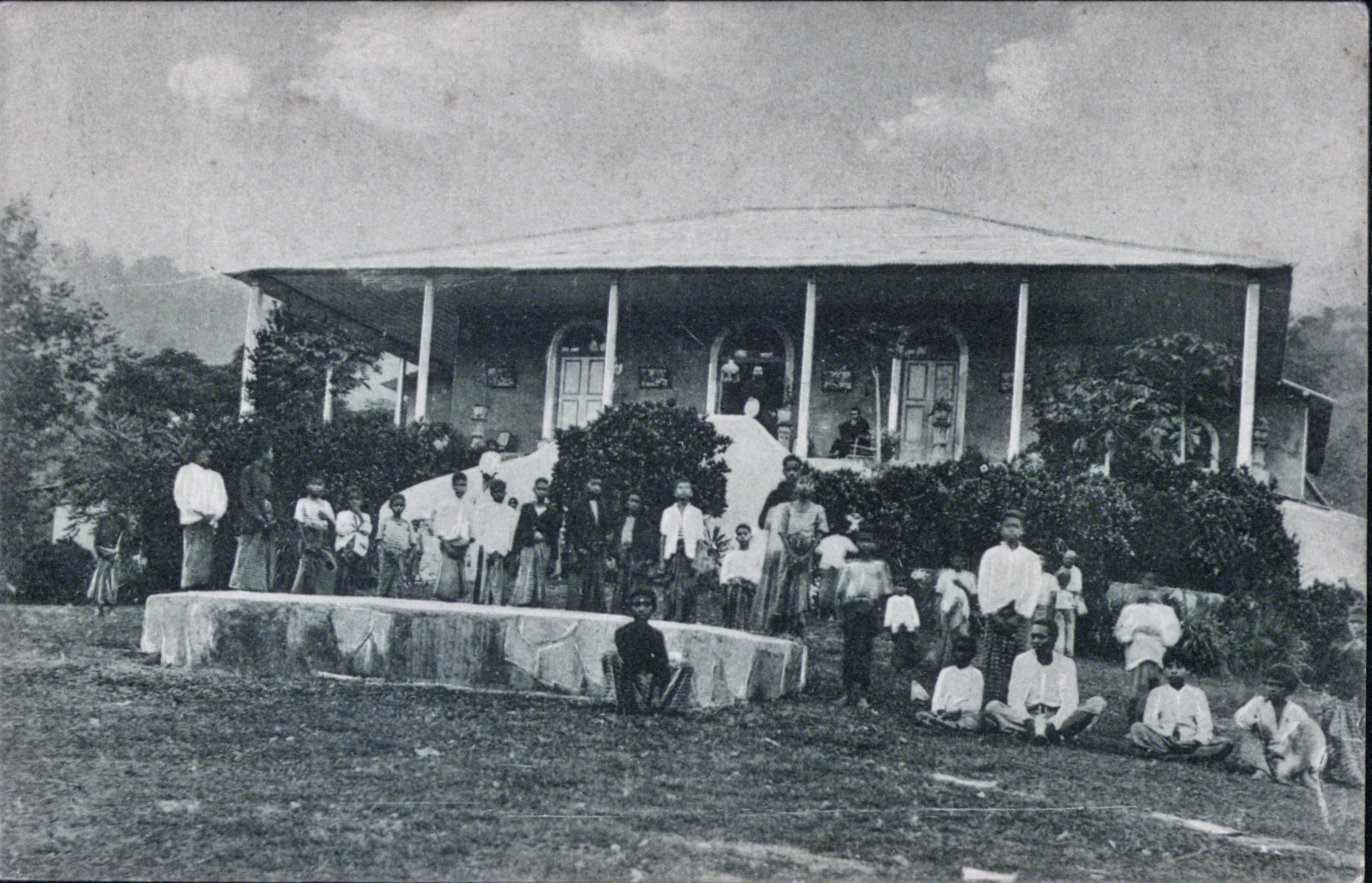
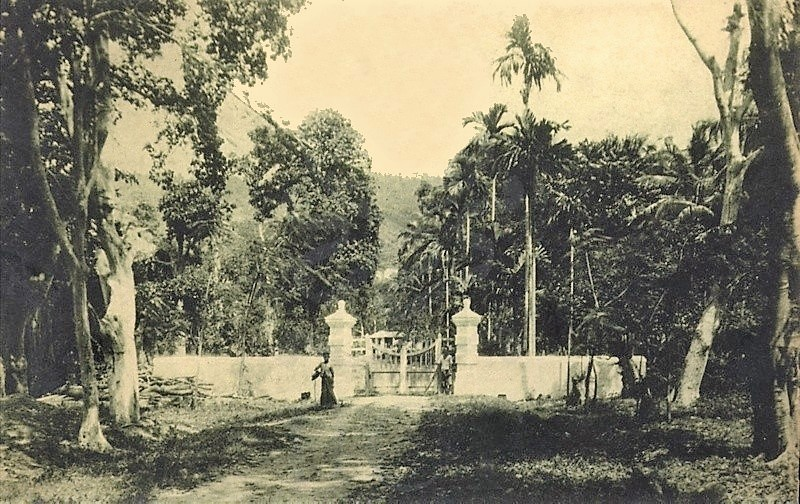
Eingang zum Park der Mission

## Einwohner
Im Suco leben 6.643 Einwohner (2022), davon sind 3.325 Männer und 3.318 Frauen. 3.395 von ihnen wohnen in einer urbanen Umgebung, 3.248 im ländlichen Teil des Sucos. Im Suco gibt es 966 Haushalte. Über 99 % der Einwohner geben Tetum Prasa als ihre Muttersprache an. Minderheiten sprechen Lolein oder Mambai.

## Politik
Bei den Wahlen von 2004/2005 wurde Bartolomeu de Araújo zum Chefe de Suco gewählt. Bei den Wahlen 2009 gewann Filomeno Maria da S. Smith und 2016 Francisco Smith.